# Тенчо Добрев
Тенчо Павлов Добрев е български офицер, генерал-лейтенант.

## Биография
Роден е на 24 май 1942 г. в София. Завършва Народното военно инженерно училище в Свищов. След това учи в командно-инженерен профил във Военната академия в София. Бил е командир на разузнавателен и пътно-мотостроителен взвод. След това е командир на сапьорна рота. Завършва Генералщабна академия в Москва и е назначен за командир на десантно-преправочен батальон. В периода 1974 – 1978 г. служи в инженерния отдел на първа армия. След това започва работа в Командване Сухопътни войски като старши помощник на инженерния отдел, началник на инженерния отдел и началник на Управление „Инженерни войски“ в Командване Сухопътни войски. От 1994 до 1 септември 1998 г. е началник на Управление „Инженерни войски“, като във връзка с реорганизацията на управлението в отдел на 1 септември 1997 г. е освободен от длъжността началник на управление „Инженерни войски“ на ГЩ на БА и назначен за началник на отдел „Инженерни войски“ на ГЮ на БА. На 24 август 1998 г. е освободен от длъжността началник на отдел „Инженерни войски“ на Генералния щаб на Българската армия и назначен за заместник-началник на Генералния щаб на Българската армия по материално-техническото осигуряване, считано от 1 септември 1998 г. На 3 май 1999 г. е удостоен с висше военно звание генерал-лейтенант. На 11 април 2000 г. е освободен от длъжността заместник-началник на Генералния щаб на Българската армия. На 7 юли 2000 г. е удостоен с висше военно звание генерал-лейтенант и назначен за началник на Главния щаб на Сухопътните войски. На тази служба е до 7 май 2001 г., като на 21 юли 2000 г. удостоен с висше военно звание генерал-лейтенант. По-късно през същата година излиза в запас.

## Образование
- Народно военно инженерно училище
- Военна академия